# Zapora wodna Bystřička

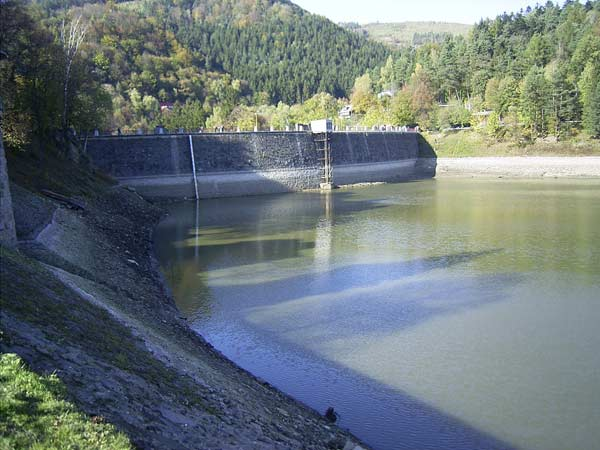
Zapora Bystřička od strony upustu przelewowego

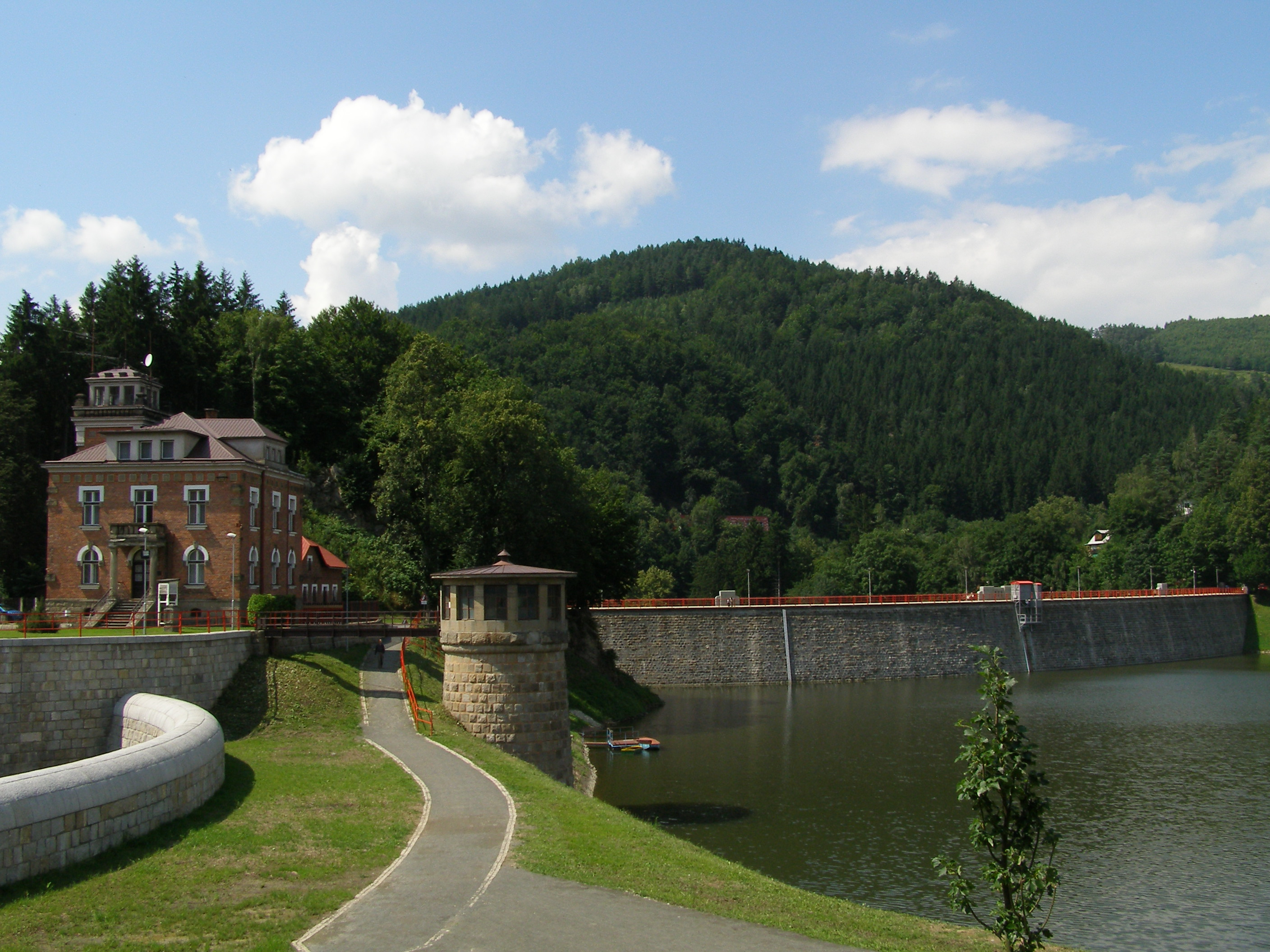
Zapora Bystřička, po lewej upust przelewowy i budynek dyrekcji zapory

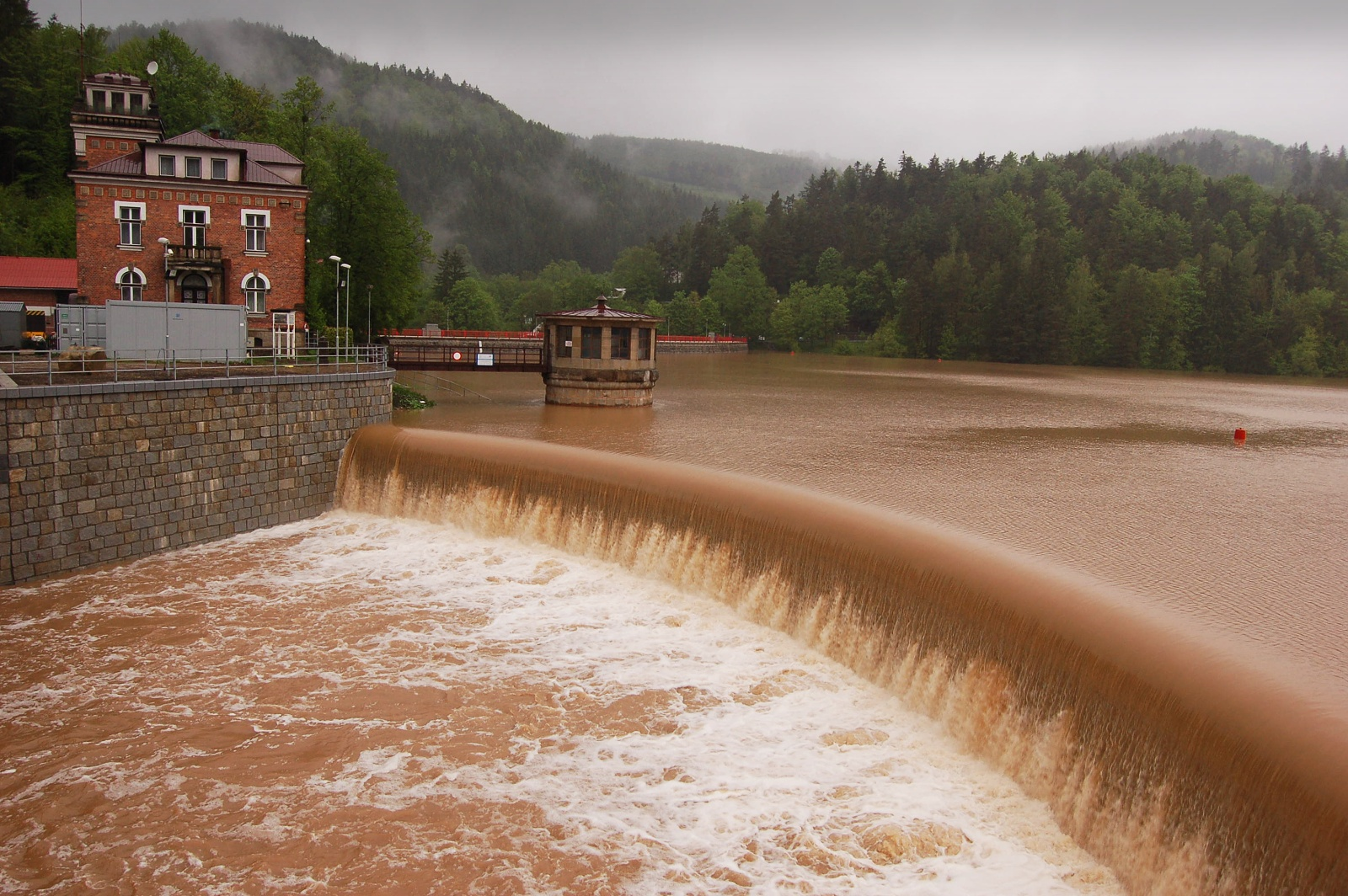
Zapora Bystřička w czasie spiętrzenia powodziowego (18 maja 2010), aktywny upust przelewowy

Zapora wodna Bystřička (czes. Přehrada Bystřička) – zapora wodna we wschodniej części Republiki Czeskiej (na Morawach), wzniesiona na potoku Bystřička (prawobrzeżny dopływ Górnej Beczwy). Po jej wybudowaniu powstał zbiornik zaporowy Bystřička.

## Położenie
Zapora leży w północno-zachodniej części Gór Wsetyńskich. Wzniesiono ją ok. 4,3 km powyżej ujścia Bystřički do Górnej Beczwy w miejscowości Bystřička w powiecie Vsetín. Znajduje się w dorzeczu Morawy.

## Historia
Już w XVIII w. pojawiały się pierwsze konkretne projekty budowy drogi wodnej, łączącej Dunaj z Odrą i/lub Łabą. Budowa takiego kanału została zatwierdzona w 1873 r. przez obie izby parlamentu wiedeńskiego. Na skutek działań akcjonariuszy rozbudowywanych wówczas linii kolejowych prace nie zostały wówczas uruchomione. Dopiero 11 czerwca 1901 r. podpisano Ustawę o drogach wodnych, która przewidywała również budowę kanału Dunaj-Odra-Łaba. Ustawa przewidywała, że realizacja powinna rozpocząć się w 1904 roku i zakończyć w ciągu 20 lat. Elementami tego planowanego (i nigdy nie zrealizowanego) dzieła były podjęte wówczas m.in. regulacje niektórych odcinków rzek na Morawach. W celu zapewnienia wody niezbędnej do zasilania śluz nitki kanału prowadzącej do Odry, a znajdujących się w rejonie Bramy Morawskiej, podjęto w 1907 r. budowę zapory na Bystřičce i związanego z nią zbiornika wodnego. Prace zakończono w 1912 r. Drugą, w obliczu szeregu powodzi nawiedzających ten region na przełomie XIX i XX w. równie ważną rolą zapory miało być regulowanie przepływu wody Bystřički (i przyjmującej ją Górnej Beczwy).
Zapora na Bystřičce była jedną z pierwszych zapór wodnych budowanych na terenie Czech, pierwszą w dorzeczu Morawy powyżej ujścia do niej Dyi. Była również pierwszą zaporą wodną, wznoszoną w tej części Karpat, która zbudowana jest z fliszu karpackiego. Jej koszt wyniósł ok. 7 milionów ówczesnych koron austro-węgierskich.
W ciągu ponad stu lat funkcjonowania zapory była ona kilkakrotnie remontowana. Główne działania objęły modernizację urządzeń zrzutowych w latach 1960–1961 oraz remont samej zapory w latach 1964–1967, w trakcie którego mur zapory wzmocniono i uszczelniono systemem iniekcji cementowych. W latach 2001–2002 przeprowadzono remont korony zapory, a w latach 2003–2004, po spuszczeniu wody, wykonano po raz pierwszy od uruchomienia zapory oczyszczenie dna zbiornika z nanosów.

## Charakterystyka zapory
Zapora grawitacyjna, łukowa, murowana z bloków piaskowca spajanych zaprawą cementową. Korpus zapory został posadowiony około 9 metrów poniżej poziomu dna doliny, na wysokości 350 m n.p.m. Podstawę zapory tworzą warstwy litych piaskowców i zlepieńców z niewielką wkładką łupków ilastych. Piaskowce mają lepiszcze wapniste. Upad warstw budujących podłoże wynosi 38°, warstwy zapadają w kierunku północno-zachodnim, a więc w kierunku odwodnej strony muru zapory.
Objętość muru zapory wynosi 70 000 m³. Promień łuku zapory wynosi 135 m, długość jej korony 170 m, szerokość 4,6 m, wysokość 27,4 m. Korona zapory znajduje się na wysokości 386,60 m n.p.m. Dolna część muru zapory do wysokości 369 m n.p.m. jest wzmocniona przesłoną z materiału ilastego o miąższości 1,5-2,5 m.
Oba lica muru zapory zostały wyłożone okładzinami z wysokiej jakości kamienia, który został sprowadzony w tym celu z kamieniołomów w Hrabůvce koło Hranic na Morawach i w Bystřici pod Hostýnem, czyli z odległości około 50 km.
Wzniesiono ją według projektu wiedeńskiego konstruktora i radcy budowlanego Emila Grohmana, który w swych obliczeniach zastosował już współczesne spojrzenie na rozkłady obciążeń działających na mur zapory. Budowę realizowała wiedeńska firma "Rabas, Kosina und Weiner", a kierował nimi inżynier Julius Radna. Wszystkie prace były wykonywane ręcznie. Kamień konstrukcyjny pochodził z niedalekiego kamieniołomu, usytuowanego poniżej zapory, z którego dostarczano go specjalnie wybudowaną koleją wąskotorową.
Zapora posiada upust denny, usytuowany w centrum łuku muru zaporowego (wydajność max. 2,5 m³/s) oraz dwa upusty w wieży wodnej (łączna wydajność max. 12,2 m³/s). Duży upust przelewowy, szerokości 51,5 m, którego krawędź znajduje się na wysokości 384,15 m n.m., z systemem kaskadowo ułożonych stopni, znajduje się poza zaporą, po jej lewej stronie, w odległości ok. 120 m od krańca muru zaporowego. Pomiędzy nimi stoi murowany budynek dyrekcji zapory, pochodzący z czasów jej budowy.
W celu ochrony przed przeciekami zaporę pomalowano warstwą specjalnej farby o grubości 0,5 ÷ 2,0 cm, nałożonej na tynk cementowy.
Na końcu dolnej galerii wylotowej zbudowano w 1982 r. niewielką elektrownię wodną, która wykorzystuje energię wody odprowadzanej ze zbiornika. Do obu rur tłocznych przyspawane zostały odgałęzienia, na których zainstalowano turbiny Bankiego-Michella o mocach odpowiednio 68,7 kW i 13,65 kW. Elektrownia jest w stanie wykorzystać przepływy od 0,027 m³/s do 0,588 m³/s.

## Ochrona
W chwili budowy zapora na Bystřičce była najśmielszą tego typu konstrukcją w całych Austro-Węgrzech. Jest do dziś klasycznym, świetnie zachowanym dziełem myśli technicznej przełomu XIX i XX w. i przykładem ówczesnych zasad budowy zapór wodnych w tej części Europy. W uznaniu historycznych wartości całego kompleksu hydrotechnicznego w 2003 r. Ministerstwo Kultury Republiki Czeskiej uznało go zabytkiem kultury.